# Стрисовци
Стрисовци (мкд. Стрисовци) су насеље у Северној Македонији, у источном делу државе. Стрисовци су у саставу општине Пробиштип.

## Географија
Стрисовци су смештени у источном делу Северне Македоније. Од најближег града, Пробиштипа, насеље је удаљено 12 km западно.
Насеље Стрисовци се налази у историјској области Злетово, на западном ободу Злетовске котлине. Западно од насеља издиже се планина Манговица. Надморска висина насеља је приближно 490 метара.
Месна клима је умерено континентална.

## Становништво
Стрисовци су према последњем попису из 2002. године имали 54 становника. 
Претежно становништво у насељу су етнички Македонци (100%). До почетка 20. века Турци су чинили целокупно становништво насеља.
Већинска вероисповест месног становништва је православље.